# Pinguicula calderoniae
Pinguicula calderoniae este o specie de plante carnivore din genul Pinguicula, familia Lentibulariaceae, ordinul Lamiales, descrisă de Zamudio. Conform Catalogue of Life specia Pinguicula calderoniae nu are subspecii cunoscute.